# Wanakah, New York
Wanakah, New York (енгл. Wanakah) насељено је место без административног статуса у америчкој савезној држави Њујорк.

## Демографија
По попису из 2010. године број становника је 3.199.
| Група             | 2000.    | 2010.         |
| Белци             | 0 (0,0%) | 3.073 (96,1%) |
| Афроамериканци    | 0 (0,0%) | 9 (0,3%)      |
| Азијати           | 0 (0,0%) | 18 (0,6%)     |
| Хиспаноамериканци | 0 (0,0%) | 53 (1,7%)     |
| Укупно            | 0        | 3.199         |